# Fredrik von Rosen (1818–1892)
Fredrik Carl von Rosen, född 2 oktober 1818 i Fjärestad i Malmöhus län, död 29 februari 1892 i Stockholm, var en svensk greve, löjtnant och riksdagsman, far till Fredrik von Rosen (1849–1917).
von Rosen var löjtnant i Skånska husarregementet och som riksdagsman var han ledamot av andra kammaren 1870-1872, invald i Stockholms stads valkrets.